# Cộng hòa Sonora
Cộng hòa Sonora là một nhà nước cộng hòa liên bang ngắn gồm có hai khu vực. Khu vực có kiểm soát Lãnh thổ Baja California (ngày nay thuộc Baja California và Baja California Sur) và khu vực không kiểm soát là Sonora.

## Lịch sử
Mùa hè năm 1853, nhà thám hiểm Mỹ William Walker đến thành phố Guaymas xin trợ cấp từ chính phủ Mexico để thành lập một thuộc địa. Mảnh đất này sẽ là biên giới bảo vệ đất Mỹ khỏi các cuộc tấn công của người bản địa. Mexico từ chối, Walker dẫn theo một đội quân 50 người để tự lập quốc gia theo ý mình, tuyên bố khai sinh ra Cộng hòa Sonora.

## Hậu quả
Sau đó,đội quân của Walker tan rã khi chỉ còn 30 người vì bệnh tật, đào ngũ và biến thành... cướp. "Nhà lập quốc" Walker được đưa về Mỹ để xét xử. Walker được thả tự do sau 8 phút điều trần tại tòa. Nguyên nhân Sonora trở thành vong quốc, theo Gideon chính là "chẳng ai coi trọng nó"